# Aspasia Point
Aspasia Point är en udde i Sydgeorgien och Sydsandwichöarna (Storbritannien). Den ligger i den nordvästra delen av Sydgeorgien och Sydsandwichöarna.
Terrängen inåt land är huvudsakligen kuperad, men österut är den bergig. Havet är nära Aspasia Point åt sydväst.  Det finns inga samhällen i närheten. 